# Anzelm Polanco Fontecha
Anzelm Polanco Fontecha, Ojciec Polanco właśc. hiszp. Anselmo Polanco Fontecha (ur. 16 kwietnia 1881 w Buenavista de Valdavia w  Prowincji Palencia, zm. 7 lutego 1939 w Pont de Molins) – hiszpański zakonnik (OSA), biskup Teruelu, męczennik chrześcijański i błogosławiony Kościoła rzymskokatolickiego.

## Życiorys
Nowicjat rozpoczął w klasztorze augustianów w Valladolid mając 15 lat. Pierwsze śluby zakonne złożył w 1897 roku, a później podjął studia teologiczne i filozoficzne. W 1904 roku otrzymał święcenia kapłańskie, po których dalsze studia odbył w Niemczech. Wróciwszy do Hiszpanii wykładał w seminarium w La Vid (Burgos), a następnie kierował klasztorem w Valladoid. Od 1929 prowadził działalność misyjną na Filipinach będąc przełożonym powstałej tam prowincji augustiańskiej. 21 czerwca 1935 został mianowany przez papieża Piusa XI biskupem Teruelu w Aragonii i administratorem apostolskim Albarracin. W czasie ingresu zadeklarował wiernym swoje przesłanie przytaczając słowa św. Pawła

Przyszedłem, żeby „dać samego siebie za dusze wasze”.

  Na skutek bombardowań Seminarium Duchowne diecezji Teruel zostało zniszczone i Anzelm Polanco Fontecha schronił się w klasztorze. Aresztowany został 7 stycznia 1938 roku na ulicy gdy po wkroczeniu oddziałów republikańskich wyszedł na ulicę z krzyżem i pastorałem razem z wikariuszem generalnym księdzem Filipem Ripoll Morata.
Poniósł śmierć męczeńską w wieku 58 lat zamordowany podczas odwrotu sił republikańskich z Katalonii tylko dlatego, że był utożsamiany z Kościołem katolickim i bez względu na wieloletnią działalność na rzecz sprawiedliwości społecznej. Został pochowany w katedrze w Teruel.
Po procesie informacyjnym zapoczątkowanym w Teruel w 1950 roku został beatyfikowany przez papieża Jana Pawła II 1 października 1995 roku w grupie 45 męczenników wojny domowej w Hiszpanii.